# Selección de fútbol de Pakistán
La selección de fútbol de Pakistán es el equipo representativo del país en las competiciones oficiales. Su organización está a cargo de la Federación de Fútbol de Pakistán y es miembro de la AFC.
Nunca se ha clasificado para un Mundial ni para la Copa Asiática, debido en parte a que el fútbol cuenta con menos aficionados que otros deportes como el críquet. Sus mayores logros han sido en los Juegos del Sur de Asia en donde han ganado la medalla de oro en cuatro ocasiones y una medalla de bronce, entre sus jugadores más destacados se encuentran Zaman Ali Zulfiqari y Malik Tayyub.

## Estadísticas

### Copa Mundial de Fútbol
| Copa Mundial de Fútbol | Copa Mundial de Fútbol  | Copa Mundial de Fútbol  | Copa Mundial de Fútbol  | Copa Mundial de Fútbol  | Copa Mundial de Fútbol  | Copa Mundial de Fútbol  | Copa Mundial de Fútbol  |
| Año                    | Ronda                   | J                       | G                       | E                       | P                       | GF                      | GC                      |
| ---------------------- | ----------------------- | ----------------------- | ----------------------- | ----------------------- | ----------------------- | ----------------------- | ----------------------- |
| 1930 - 1938            | No existía la selección | No existía la selección | No existía la selección | No existía la selección | No existía la selección | No existía la selección | No existía la selección |
| 1950 - 1986            | No participó            | No participó            | No participó            | No participó            | No participó            | No participó            | No participó            |
| 1990                   | No clasificó            | No clasificó            | No clasificó            | No clasificó            | No clasificó            | No clasificó            | No clasificó            |
| 1994                   | No clasificó            | No clasificó            | No clasificó            | No clasificó            | No clasificó            | No clasificó            | No clasificó            |
| 1998                   | No clasificó            | No clasificó            | No clasificó            | No clasificó            | No clasificó            | No clasificó            | No clasificó            |
| 2002                   | No clasificó            | No clasificó            | No clasificó            | No clasificó            | No clasificó            | No clasificó            | No clasificó            |
| 2006                   | No clasificó            | No clasificó            | No clasificó            | No clasificó            | No clasificó            | No clasificó            | No clasificó            |
| 2010                   | No clasificó            | No clasificó            | No clasificó            | No clasificó            | No clasificó            | No clasificó            | No clasificó            |
| 2014                   | No clasificó            | No clasificó            | No clasificó            | No clasificó            | No clasificó            | No clasificó            | No clasificó            |
| 2018                   | No clasificó            | No clasificó            | No clasificó            | No clasificó            | No clasificó            | No clasificó            | No clasificó            |
| 2022                   | No clasificó            | No clasificó            | No clasificó            | No clasificó            | No clasificó            | No clasificó            | No clasificó            |
| 2026                   | No clasificó            | No clasificó            | No clasificó            | No clasificó            | No clasificó            | No clasificó            | No clasificó            |
| Total                  | 0/23                    | -                       | -                       | -                       | -                       | -                       | -                       |

### Copa Asiática
| Copa Asiática | Copa Asiática | Copa Asiática | Copa Asiática | Copa Asiática | Copa Asiática | Copa Asiática | Copa Asiática |
| Año           | Ronda         | J             | G             | E             | P             | GF            | GC            |
| ------------- | ------------- | ------------- | ------------- | ------------- | ------------- | ------------- | ------------- |
| 1956          | Se retiró     | Se retiró     | Se retiró     | Se retiró     | Se retiró     | Se retiró     | Se retiró     |
| 1960          | No clasificó  | No clasificó  | No clasificó  | No clasificó  | No clasificó  | No clasificó  | No clasificó  |
| 1964          | Se retiró     | Se retiró     | Se retiró     | Se retiró     | Se retiró     | Se retiró     | Se retiró     |
| 1968          | No clasificó  | No clasificó  | No clasificó  | No clasificó  | No clasificó  | No clasificó  | No clasificó  |
| 1972          | Se retiró     | Se retiró     | Se retiró     | Se retiró     | Se retiró     | Se retiró     | Se retiró     |
| 1976          | Se retiró     | Se retiró     | Se retiró     | Se retiró     | Se retiró     | Se retiró     | Se retiró     |
| 1980          | Se retiró     | Se retiró     | Se retiró     | Se retiró     | Se retiró     | Se retiró     | Se retiró     |
| 1984          | No clasificó  | No clasificó  | No clasificó  | No clasificó  | No clasificó  | No clasificó  | No clasificó  |
| 1988          | No clasificó  | No clasificó  | No clasificó  | No clasificó  | No clasificó  | No clasificó  | No clasificó  |
| 1992          | No clasificó  | No clasificó  | No clasificó  | No clasificó  | No clasificó  | No clasificó  | No clasificó  |
| 1996          | No clasificó  | No clasificó  | No clasificó  | No clasificó  | No clasificó  | No clasificó  | No clasificó  |
| 2000          | No clasificó  | No clasificó  | No clasificó  | No clasificó  | No clasificó  | No clasificó  | No clasificó  |
| 2004          | No clasificó  | No clasificó  | No clasificó  | No clasificó  | No clasificó  | No clasificó  | No clasificó  |
| 2007          | No clasificó  | No clasificó  | No clasificó  | No clasificó  | No clasificó  | No clasificó  | No clasificó  |
| 2011          | No participó  | No participó  | No participó  | No participó  | No participó  | No participó  | No participó  |
| 2015          | No participó  | No participó  | No participó  | No participó  | No participó  | No participó  | No participó  |
| 2019          | No clasificó  | No clasificó  | No clasificó  | No clasificó  | No clasificó  | No clasificó  | No clasificó  |
| 2023          | No clasificó  | No clasificó  | No clasificó  | No clasificó  | No clasificó  | No clasificó  | No clasificó  |
| Total         | 0/18          | -             | -             | -             | -             | -             | -             |

## Torneos regionales

### Campeonato de la SAFF
| Campeonato de la SAFF | Campeonato de la SAFF | Campeonato de la SAFF | Campeonato de la SAFF | Campeonato de la SAFF | Campeonato de la SAFF | Campeonato de la SAFF | Campeonato de la SAFF |
| Año                   | Ronda                 | J                     | G                     | E                     | P                     | GF                    | GC                    |
| --------------------- | --------------------- | --------------------- | --------------------- | --------------------- | --------------------- | --------------------- | --------------------- |
| 1993                  | Cuarto lugar          | 3                     | 0                     | 2                     | 1                     | 2                     | 6                     |
| 1995                  | Fase de grupos        | 2                     | 1                     | 0                     | 1                     | 1                     | 2                     |
| 1997                  | Tercer lugar          | 4                     | 2                     | 0                     | 2                     | 3                     | 4                     |
| 1999                  | Fase de grupos        | 2                     | 0                     | 0                     | 2                     | 0                     | 6                     |
| 2003                  | Cuarto lugar          | 5                     | 3                     | 0                     | 2                     | 5                     | 4                     |
| 2005                  | Semifinales           | 4                     | 2                     | 1                     | 1                     | 2                     | 1                     |
| 2008                  | Fase de grupos        | 3                     | 0                     | 0                     | 3                     | 2                     | 9                     |
| 2009                  | Fase de grupos        | 3                     | 1                     | 1                     | 1                     | 7                     | 1                     |
| 2011                  | Fase de grupos        | 3                     | 0                     | 3                     | 0                     | 1                     | 1                     |
| 2013                  | Fase de grupos        | 3                     | 1                     | 1                     | 1                     | 3                     | 3                     |
| 2015                  | Se retiró             | Se retiró             | Se retiró             | Se retiró             | Se retiró             | Se retiró             | Se retiró             |
| 2018                  | Semifinales           | 4                     | 2                     | 0                     | 2                     | 6                     | 5                     |
| 2021                  | Suspendido            | Suspendido            | Suspendido            | Suspendido            | Suspendido            | Suspendido            | Suspendido            |
| 2023                  | Fase de grupos        | 3                     | 0                     | 0                     | 3                     | 0                     | 9                     |
| Total                 | 12/14                 | 39                    | 12                    | 8                     | 19                    | 32                    | 51                    |

### Copa Desafío de la AFC
| Copa Desafío de la AFC | Copa Desafío de la AFC | Copa Desafío de la AFC | Copa Desafío de la AFC | Copa Desafío de la AFC | Copa Desafío de la AFC | Copa Desafío de la AFC | Copa Desafío de la AFC |
| Año                    | Ronda                  | J                      | G                      | E                      | P                      | GF                     | GC                     |
| ---------------------- | ---------------------- | ---------------------- | ---------------------- | ---------------------- | ---------------------- | ---------------------- | ---------------------- |
| 2006                   | Fase de grupos         | 3                      | 1                      | 1                      | 1                      | 3                      | 4                      |
| 2008                   | No clasificó           | No clasificó           | No clasificó           | No clasificó           | No clasificó           | No clasificó           | No clasificó           |
| 2010                   | No clasificó           | No clasificó           | No clasificó           | No clasificó           | No clasificó           | No clasificó           | No clasificó           |
| 2012                   | No clasificó           | No clasificó           | No clasificó           | No clasificó           | No clasificó           | No clasificó           | No clasificó           |
| 2014                   | No clasificó           | No clasificó           | No clasificó           | No clasificó           | No clasificó           | No clasificó           | No clasificó           |
| Total                  | 1/5                    | 3                      | 1                      | 1                      | 1                      | 3                      | 4                      |

## Resultados

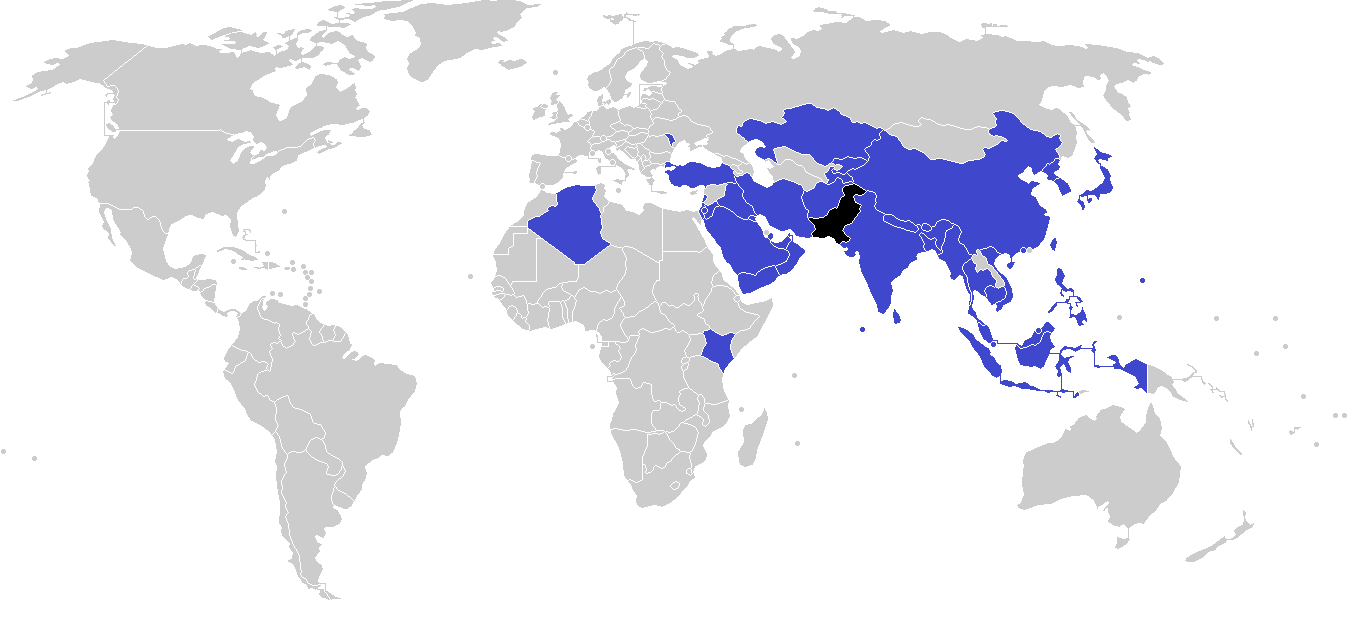
Los rivales a los que se ha enfrentado Pakistán en su historia.

Actualizado al último partido jugado el 10 de junio de 2025
| Fecha      | Ciudad    | Local          | Resultado | Visitante      | Competición                      |
| ---------- | --------- | -------------- | --------- | -------------- | -------------------------------- |
| 27-06-2023 | Bengaluru | Nepal          | 1:0       | Pakistán       | Campeonato de la SAFF 2023       |
| 12-10-2023 | Nom Pen   | Camboya        | 0:0       | Pakistán       | Clasificación Copa Mundial 2026  |
| 17-10-2023 | Islamabad | Pakistán       | 1:0       | Camboya        | Clasificación Copa Mundial 2026  |
| 16-11-2023 | Hofuf     | Arabia Saudita | 4:0       | Pakistán       | Clasificación Copa Mundial 2026  |
| 21-11-2023 | Islamabad | Pakistán       | 1:6       | Tayikistán     | Clasificación Copa Mundial 2026  |
| 21-03-2024 | Islamabad | Pakistán       | 0:3       | Jordania       | Clasificación Copa Mundial 2026  |
| 26-03-2024 | Amman     | Jordania       | 7:0       | Pakistán       | Clasificación Copa Mundial 2026  |
| 06-06-2024 | Islamabad | Pakistán       | 0:3       | Arabia Saudita | Clasificación Copa Mundial 2026  |
| 11-06-2024 | Dusambé   | Tayikistán     | 3:0       | Pakistán       | Clasificación Copa Mundial 2026  |
| 25-03-2025 | Hofuf     | Siria          | 2:0       | Pakistán       | Clasificación Copa Asiática 2027 |
| 10-06-2025 | Rangún    | Birmania       | 1:0       | Pakistán       | Clasificación Copa Asiática 2027 |
| 09-10-2025 | Islamabad | Pakistán       | -:-       | Afganistán     | Clasificación Copa Asiática 2027 |
| 14-10-2025 | TBD       | Afganistán     | -:-       | Pakistán       | Clasificación Copa Asiática 2027 |
| 18-11-2025 | Islamabad | Pakistán       | -:-       | Siria          | Clasificación Copa Asiática 2027 |
| 31-03-2025 | Islamabad | Pakistán       | -:-       | Birmania       | Clasificación Copa Asiática 2027 |

## Récord ante otras selecciones
Actualizado al 10 de junio de 2025.
| País                   | PJ  | PG | PE | PP  | GF  | GC  | GD   |
| ---------------------- | --- | -- | -- | --- | --- | --- | ---- |
| Afganistán             | 4   | 3  | 0  | 1   | 4   | 4   | 0    |
| Arabia Saudita         | 2   | 0  | 0  | 2   | 0   | 7   | –7   |
| Argelia                | 1   | 1  | 0  | 0   | 2   | 0   | +2   |
| Baréin                 | 1   | 1  | 0  | 0   | 5   | 1   | +4   |
| Bangladés              | 17  | 6  | 4  | 7   | 10  | 17  | –7   |
| Birmania               | 12  | 4  | 1  | 7   | 18  | 22  | –4   |
| Bután                  | 3   | 3  | 0  | 0   | 12  | 1   | +11  |
| Brunéi                 | 1   | 1  | 0  | 0   | 6   | 0   | +6   |
| Camboya                | 5   | 1  | 1  | 3   | 2   | 5   | –3   |
| Catar                  | 1   | 0  | 0  | 1   | 0   | 5   | –5   |
| China                  | 8   | 1  | 0  | 7   | 7   | 21  | –14  |
| China Taipéi           | 4   | 3  | 1  | 0   | 6   | 2   | +4   |
| Corea del Norte        | 1   | 0  | 1  | 0   | 0   | 0   | 0    |
| Corea del Sur          | 4   | 0  | 0  | 4   | 1   | 24  | –23  |
| Emiratos Árabes Unidos | 5   | 0  | 0  | 5   | 4   | 17  | –13  |
| Filipinas              | 1   | 0  | 0  | 1   | 1   | 3   | –2   |
| Guam                   | 1   | 1  | 0  | 0   | 9   | 2   | +7   |
| Hong Kong              | 1   | 0  | 0  | 1   | 0   | 3   | –3   |
| India                  | 25  | 3  | 6  | 16  | 18  | 41  | –23  |
| Indonesia              | 4   | 0  | 1  | 3   | 2   | 9   | –7   |
| Irán                   | 10  | 1  | 0  | 9   | 11  | 47  | –36  |
| Irak                   | 9   | 1  | 1  | 7   | 6   | 40  | –34  |
| Israel                 | 2   | 0  | 1  | 1   | 2   | 4   | –2   |
| Japón                  | 3   | 1  | 1  | 1   | 5   | 6   | –1   |
| Jordania               | 8   | 0  | 0  | 8   | 1   | 34  | –33  |
| Kazajistán             | 3   | 0  | 0  | 3   | 0   | 14  | –14  |
| Kenia                  | 2   | 0  | 0  | 2   | 0   | 9   | –9   |
| Kuwait                 | 5   | 0  | 0  | 5   | 0   | 16  | –16  |
| Kirguistán             | 4   | 1  | 0  | 3   | 1   | 7   | –6   |
| Líbano                 | 3   | 0  | 0  | 3   | 2   | 17  | –15  |
| Mauricio               | 1   | 0  | 0  | 1   | 0   | 3   | –3   |
| Macao                  | 3   | 2  | 1  | 0   | 7   | 2   | +5   |
| Malasia                | 9   | 1  | 1  | 7   | 7   | 26  | –19  |
| Maldivas               | 11  | 4  | 3  | 4   | 9   | 10  | –1   |
| Moldavia               | 1   | 0  | 0  | 1   | 0   | 5   | –5   |
| Nepal                  | 17  | 7  | 5  | 5   | 20  | 17  | +3   |
| Omán                   | 4   | 0  | 1  | 3   | 2   | 12  | –10  |
| Palestina              | 4   | 0  | 0  | 4   | 1   | 9   | –8   |
| Singapur               | 5   | 2  | 0  | 3   | 8   | 15  | –7   |
| Siria                  | 1   | 0  | 0  | 1   | 0   | 2   | –2   |
| Sri Lanka              | 13  | 5  | 2  | 6   | 16  | 26  | –10  |
| Sudán                  | 1   | 0  | 0  | 1   | 0   | 4   | –4   |
| Tayikistán             | 4   | 0  | 0  | 4   | 1   | 12  | –11  |
| Tailandia              | 7   | 1  | 0  | 6   | 7   | 16  | –9   |
| Turquía                | 6   | 0  | 1  | 5   | 11  | 23  | –13  |
| Turkmenistán           | 1   | 0  | 0  | 1   | 0   | 3   | –3   |
| Unión Soviética        | 1   | 0  | 0  | 1   | 0   | 5   | –5   |
| Vietnam del Sur        | 1   | 0  | 1  | 0   | 1   | 1   | 0    |
| Yibuti                 | 1   | 0  | 0  | 1   | 1   | 3   | –2   |
| Yemen                  | 5   | 1  | 1  | 3   | 6   | 12  | –6   |
| Total                  | 247 | 55 | 34 | 158 | 232 | 584 | -352 |

## Entrenadores
- Khawaja Riaz Ahmed (1950)[2]
- Qayyum Ali Changezi (1959)[2]
- Sahab Ali (1960)[3]
- Bahadur Khan (1962)[3]
- George Ainsley (1962)[3]
- Sahab Ali (1963)[3]
- M. Saleem Khan (1963)[3]
- Atiq Ahmad (1964)[3]
- Mohammad Amin (1967)[3]
- Mohammad Amin (1973)[3]
- Younus Rama (1982)[3]
- Burkhard Ziese (1987–1989)[4]
- Tariq Lutfi (1989)[5]
- Wang Xiaohe (1989)[6]
- Tariq Lutfi (1991)[5]
- Muhammad Aslam Japani (1991)[4]
- Dave Burns (2000–2001)[7]
- John Layton (2001–2002)[7][8]
- Jozef Herel (2002)[4][7][8]
- Tariq Lutfi (2003)[6][9]
- Wang Xiaohe (2003–2004)[6][9]
- Tariq Lutfi (2004)[5]
- Salman Sharida (2005–2006)[10]
- Akhtar Mohiuddin (2007–2008)[10]
- Shehzad Anwar (2008)[11]
- George Kottan (2009–2010)[10]
- Tariq Lutfi (2011)[10][5]
- Zaviša Milosavljević (2011–2013)[12][11]
- Shahzad Anwar (2013)[11]
- Mohammad Al-Shamlan (2013–2015)[11][13]
- José Antonio Nogueira (2018–2019)[14][15][16]
- Tariq Lutfi (2019–2021)[15][16]
- Shahzad Anwar (2022–2023)[17][18]
- Stephen Constantine (2023–2024; 2025)[19][20][21]
- Nolberto Solano (2025–)[22]

## Jugadores

### Última convocatoria
| No. | Pos. | Jugador             | Fecha de nacimiento (edad)         | Apa. | Goles | Club                       |
| --- | ---- | ------------------- | ---------------------------------- | ---- | ----- | -------------------------- |
| 1   | POR  | Yousuf Butt         | 18 de octubre de 1989 (35 años)    | 19   | 0     | AB Tårnby                  |
| 20  | POR  | Muzammil Hussain    | 6 de septiembre de 1993 (31 años)  | 2    | 0     | WAPDA                      |
| 22  | POR  | Ahsanullah Ahmed    | 25 de febrero de 1995 (30 años)    | 2    | 0     | SSGC                       |
|     |      |                     |                                    |      |       |                            |
| 2   | DEF  | Muhammad Umer Hayat | 22 de octubre de 1996 (28 años)    | 3    | 0     | WAPDA                      |
| 3   | DEF  | Abdullah Qazi       | 25 de marzo de 1995 (30 años)      | 5    | 0     | La Máquina                 |
| 4   | DEF  | Yaqoob Butt         | 18 de septiembre de 1988 (36 años) | 5    | 0     | Ledøje-Smørum Fodbold      |
| 6   | DEF  | Zesh Rehman         | 14 de octubre de 1983 (41 años)    | 25   | 1     | Kwoon Chung Southern       |
| 14  | DEF  | Ali Khan Niazi      | 14 de diciembre de 2000 (24 años)  | 0    | 0     | K-Electric                 |
| 17  | DEF  | Ali Uzair           | 14 de octubre de 1996 (28 años)    | 2    | 0     | WAPDA                      |
|     |      |                     |                                    |      |       |                            |
| 8   | MED  | Mehmood Khan        | 10 de junio de 1991 (34 años)      | 10   | 0     | Khan Research Laboratories |
| 18  | MED  | Samir Nabi          | 16 de diciembre de 1996 (28 años)  | 2    | 0     | Hereford                   |
| 19  | MED  | Navid Rahman        | 26 de mayo de 1996 (29 años)       | 2    | 0     | North Mississauga SC       |
| 23  | MED  | Rahis Nabi          | 15 de abril de 1999 (26 años)      | 2    | 0     | Redditch Utd               |
|     |      |                     |                                    |      |       |                            |
| 7   | DEL  | Ahmed Faheem        | 4 de diciembre de 1994 (30 años)   | 3    | 1     | WAPDA                      |
| 9   | DEL  | Muhammad Ali        | 2 de septiembre de 1989 (35 años)  | 15   | 2     | Greve                      |
| 12  | DEL  | Tabish Hussain      | 6 de junio de 2001 (24 años)       | 2    | 0     | Osset United               |
| 16  | DEL  | Muhammad Riaz       | 27 de febrero de 1996 (29 años)    | 8    | 2     | Asia Ghee Mills            |